# 原子挿入法
原子挿入法（げんしそうにゅうほう、英: Embedded Atom Method、EAM）または原子埋め込み法とは、2つの原子間のエネルギーを記述する近似法である。関数系に対するパラメータがバルクの性質（格子定数、凝集エネルギー等）を再現するようにフィットされているので経験的なポテンシャルのひとつである。fcc金属、bcc金属、遷移金属をよく再現する。現在、EAMには様々な仕様がある。
このポテンシャルでは全エネルギーが以下のように埋め込みエネルギーと二体項の和で表現される。
{\displaystyle E_{tot}=\sum _{i}F_{i}(n_{i})+{\frac {1}{2}}\sum _{i\neq j}\phi _{ij}(r_{ij})}
ここで右辺第1項のFi は埋め込み関数と呼ばれ原子i の点の電子密度ni の関数である。この電子密度は原子i を除く近傍の原子が点i に作る電子密度であり、
{\displaystyle n_{i}=\sum _{j(\neq i)}\rho _{j}^{a}(r_{ij})}
と書ける。したがってこの項は多体的である。
第2項については原子核-原子核の二体間クーロン相互作用であり、基本的に斥力として影響する。